# Ликаон (Пријамов син)
Ликаон (грч. Λυκάων) је у грчкој митологији био тројански принц.

## Митологија
Био је син тројанског краља Пријама и Лаотоје, Лелегове кћерке, Полидоров брат. У очевом воћњаку једне ноћи га је заробио Ахил и продао га на Лемну за велико благо Пријамовом пријатељу Еетиону. Он је младића послао у троадску Аризбу, али је овај одатле побегао и вратио се родитељима. Међутим, са њима је провео тек једанаест дана, јер га је дванаестог крај реке Скамандар ненаоружаног затекао Ахил, који је био бесан због Патроклове смрти, па га је сурово убио и његов леш бацио у реку. Није помогло што је Ликаон пао на колена и молио за милост позивајући се на велику добит зарад откупа или на Патроклову благу природу. Ликаон је имао два сина, Пандара и Јапига.